# Valmiera
Valmiera (Wolmar i äldre svenska källor liksom på tyska) är en stad med en yta på 18,1 km² och med en befolkning på 27 323 invånare (2002) i Lettland, 100 kilometer nordöst om Riga. Den är även huvudort i kommunen med samma namn. Stadens äldsta del är belägen på högra stranden av livländska floden Aa (Gauja på lettiska), men har under 1900-talets senare del även fått byggnation på den vänstra stranden.

## Historia
Wolmar anlades som ordensborg 1283 av livländske ordensmästaren Wilhelm von Schauenburg, och en liten stad uppstod och omnämns första gången i de historiska källorna år 1323, som sedan omgavs med mur och vall.
Borgen var på 1600-talet enligt en samtidas utsago "ett ringa hus och icke värdt kallas slott". Wolmar intogs av svenskarna i slutet av år 1600, och där försvarade sig överste Carl Carlsson Gyllenhielm och Jakob De la Gardie sedan början av september 1601 över två månader mot en överlägsen polsk styrka och gav sig 10 december efter tre stormningar, först då ammunition och livsmedel tagit slut och av den 200 man starka besättningen endast 80 var tjänstbara. De båda befälhavarna gjordes till fångar. Av besättningen hade endast 10 stupat för fienden, men 150 dukat under för sjukdom. Fienderna, vilkas antal slutligen steg till omkring 8 000 man, förlorade 400. (Jämför "Berättelse om Wolmars eröfring. 1601", i "Historisk tidskrift" 1886.) Wolmar återtogs först 1621, trots att man hade försökt tidigare bland annat under den misslyckade svenska belägringen 1607 under Jesper Matsson Krus ledning, och 1622 skänkte Gustav II Adolf staden till Axel Oxenstierna. 1635 förstärktes Wolmar med rundlar och faussebray; trots storartade planer av Örnehufvud och von Schwengeln byggdes föga. 1654 sattes dock Wolmar i försvarsstånd, men togs av polackerna 25 oktober 1657. Det återtogs likväl av svenskarna redan 3 augusti 1658. 1663 ansågs Wolmar "omistligt", men 1682 beslöts dess raserande. 1689 avbrann staden nästan helt och hållet, erövrades av ryssarna 1702 och måste 1877 antaga rysk stadsordning.
Under första världskriget besattes Wolmar av tyskarna 22 februari 1918, och sedan det i freden återlämnats till ryssarna och därpå kommit i bolsjevikernas händer, togs det från dem av letterna 26 maj 1919.

## Sport
- Valmieras FK